# Wapel (Jade)
Die Wapel ist ein linksseitiger, westlicher Nebenfluss der Jade in Norddeutschland. Sie beginnt als Zusammenfluss mehrerer Gräben im Bereich der Siedlungen Grünenkamp, Stadt Varel, und Conneforde, Gemeinde Wiefelstede, an der Grenze der Landkreise Friesland und Ammerland. Sie fließt in östlicher Richtung, unterquert dabei die A 29 und mündet bei Wapelersiel in die Jade, die in den Jadebusen fließt.
Die Wapel dient neben der Be- und Entwässerung auch als Angelrevier. Bei entsprechendem Wasserstand kann sie auch mit Kanus und Kajaks befahren werden.
Die Wapel bildet in Teilen ihres Verlaufs die Grenze zwischen dem Landkreis Friesland im Norden und den Landkreisen Ammerland und Wesermarsch im Süden.
Noch im 11. Jahrhundert entwässerte die Wapel (damals auch Wepeling genannt) den Süden des friesischen Gaus Rüstringen bis zu ihrer Mündung in die Weser. Diese Beziehung wurde 1219 durch die Erste Marcellusflut unterbrochen. Damals bildete sich der Gezeitenschlauch Jade, in dessen Bett der heutige Fluss Jade verläuft.